# Historia ecclesiastica gentis Anglorum

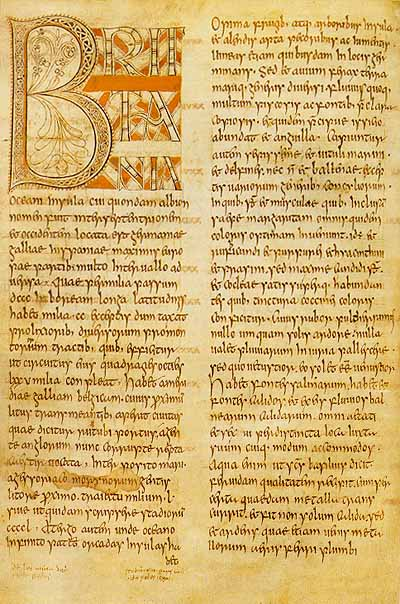
Historia ecclesiastica gentis Anglorum in der 746 geschriebenen Handschrift St. Petersburg, Russische Nationalbibliothek, Lat.Q.v.I.18, fol. 3v

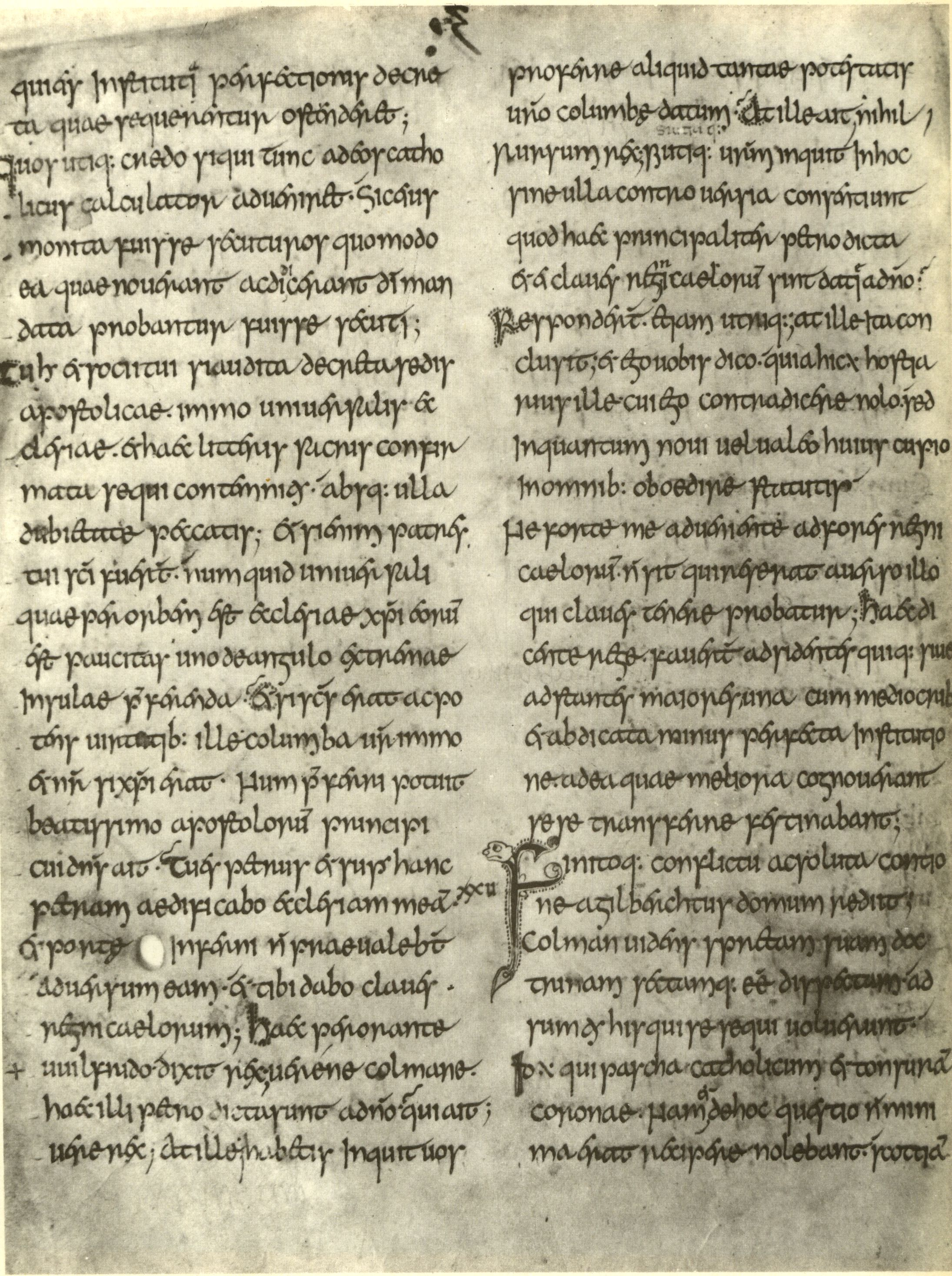
Historia ecclesiastica gentis Anglorum in einer Handschrift des späten 8. Jahrhunderts. London, British Library, Cotton Tiberius C II, fol. 87v

Die Historia ecclesiastica gentis Anglorum (Kirchengeschichte des englischen Volkes) ist ein in Latein verfasstes frühmittelalterliches Geschichtswerk des Beda Venerabilis (672/673–735).

## Entstehung
Es entstand im ersten Drittel des 8. Jahrhunderts auf Anregung des Abtes Albinus von Canterbury († 732) und war König Ceolwulf von Northumbrien gewidmet. Beda schilderte zunächst in Kürze die Geschichte des vorchristlichen Britannien und beschäftigt sich dann ausführlich mit der Bekehrung der Angelsachsen zum Christentum. Die Darstellung umfasst fünf Bücher und reicht bis 731. Im selben Jahr scheint Beda das Werk abgeschlossen zu haben.
Beda zog bei der Abfassung des Werks zahlreiche schriftliche Quellen heran, wobei er sich auf die guten Bibliotheken des Doppelklosters Wearmouth und Jarrow stützen konnte. Dazu zählen mehrere antike (unter anderem Plinius der Ältere, Eutropius und Orosius) und frühmittelalterliche Autoren (wie Gildas) sowie christliche Hagiographien, wie die Vita Sancti Wilfrithi. Hinzu kamen Berichte aus der näheren Vergangenheit und mündliche Schilderungen. Ein Schwerpunkt der Handlung ist Northumbria, ohne wichtige Ereignisse im Süden aus dem Blick zu verlieren.

## Bedeutung
Bedas Werk ist eine der bedeutendsten Quellen zur angelsächsischen Geschichte und recht materialreich; es ist auch hinsichtlich der Beziehungen zwischen dem angelsächsischen England und dem Kontinent sowie allgemein hinsichtlich der Bekehrungsgeschichte der Angelsachsen von großem Wert. Beda behandelte nicht nur kirchengeschichtliche Aspekte, sondern widmete auch der Entwicklung der verschiedenen angelsächsischen Königreiche und ihren Herrschern breiten Raum. Das Werk ist in einem guten Latein verfasst und weist teilweise Anlehnungen an klassische Autoren auf. Stilistisch illustrierte Beda den Sieg des Christentums über die alten Götter immer wieder anhand beispielhafter Episoden und bemühte sich um eine lebendige Darstellung.

## Titel
Der Titel Historia ecclesiastica („Kirchengeschichte“) ist eine offensichtliche Anlehnung an die Kirchengeschichte des Eusebius von Caesarea, die Beda in lateinischer Übersetzung gelesen hatte. Als eines der ersten Geschichtswerke gebrauchte die Kirchengeschichte Bedas die Jahreszählung nach Christi Geburt.

## Verbreitung
Das Werk war offenbar weit verbreitet, es sind gut 160 Handschriften bekannt. Im späten 9. Jahrhundert wurde die Kirchengeschichte ins Altenglische übertragen. 1480 erschienen sie unvollständig, 1550 erstmals komplett im Druck.

## Ausgaben
- Beda der Ehrwürdige. Kirchengeschichte des Englischen Volkes, hrsg. von Günther Spitzbart, 2 Bde. Wissenschaftliche Buchgesellschaft, Darmstadt 11982 (ISBN 3-534-04554-8), 21997 (ISBN 3-534-13422-2) (lateinischer Text und deutsche Übersetzung)
- Storia degli inglesi - Historia ecclesiastica gentis Anglorum, hrsg. von Michael Lapidge, Rom 2008.